# Глаубург
Глаубург (њем. Glauburg) општина је у њемачкој савезној држави Хесен. Једно је од 25 општинских средишта округа Ветерау. Према процјени из 2010. у општини је живјело 3.153 становника. Посједује регионалну шифру (AGS) 6440010.

## Географски и демографски подаци
Глаубург се налази у савезној држави Хесен у округу Ветерау. Општина се налази на надморској висини од 130 метара. Површина општине износи 12,7 km². У самом мјесту је, према процјени из 2010. године, живјело 3.153 становника. Просјечна густина становништва износи 249 становника/km².

## Међународна сарадња
| Мјесто | Држава             | Врста сарадње | Од    |
| ------ | ------------------ | ------------- | ----- |
| Мајо   | Зеленортска Острва | партнерство   | 1990. |
| Извор  |                    |               |       |